# Domaine de Fukuyama

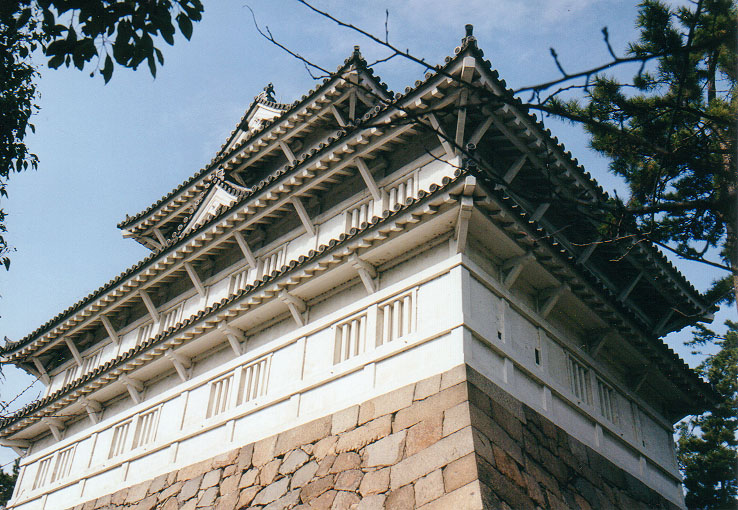
Yagura (tour) du château de Fukuyama.

Le domaine de Fukuyama (福山藩, Fukuyama-han) est un domaine féodal japonais de l'époque d'Edo situé dans les provinces de Bingo et Bitchū.

## Liste de daimyo
- Clan Mizuno, 1619-1698 (fudai daimyo 101 000 koku)

1. Katsunari
2. Katsutoshi
3. Katsusada
4. Katsutane
5. Katsumine

- Tenryō, 1698-1700

- Clan Matsudaira (Okudaira), 1700-1710 (fudai ; 100 000 koku)

1. Tadamasa

- Clan Abe, 1710-1871 (fudai ; 100 000 → 110 000 koku)

1. Masakuni
2. Masayoshi
3. Masasuke
4. Masatomo
5. Masakiyo
6. Masayasu
7. Masahiro
8. Masanori
9. Masakata
10. Masatake

## Source de la traduction
- (en) Cet article est partiellement ou en totalité issu de l’article de Wikipédia en anglais intitulé « Fukuyama Domain » (voir la liste des auteurs).